# PM Vigneron M2
Pour les articles homonymes, voir Vigneron (homonymie).

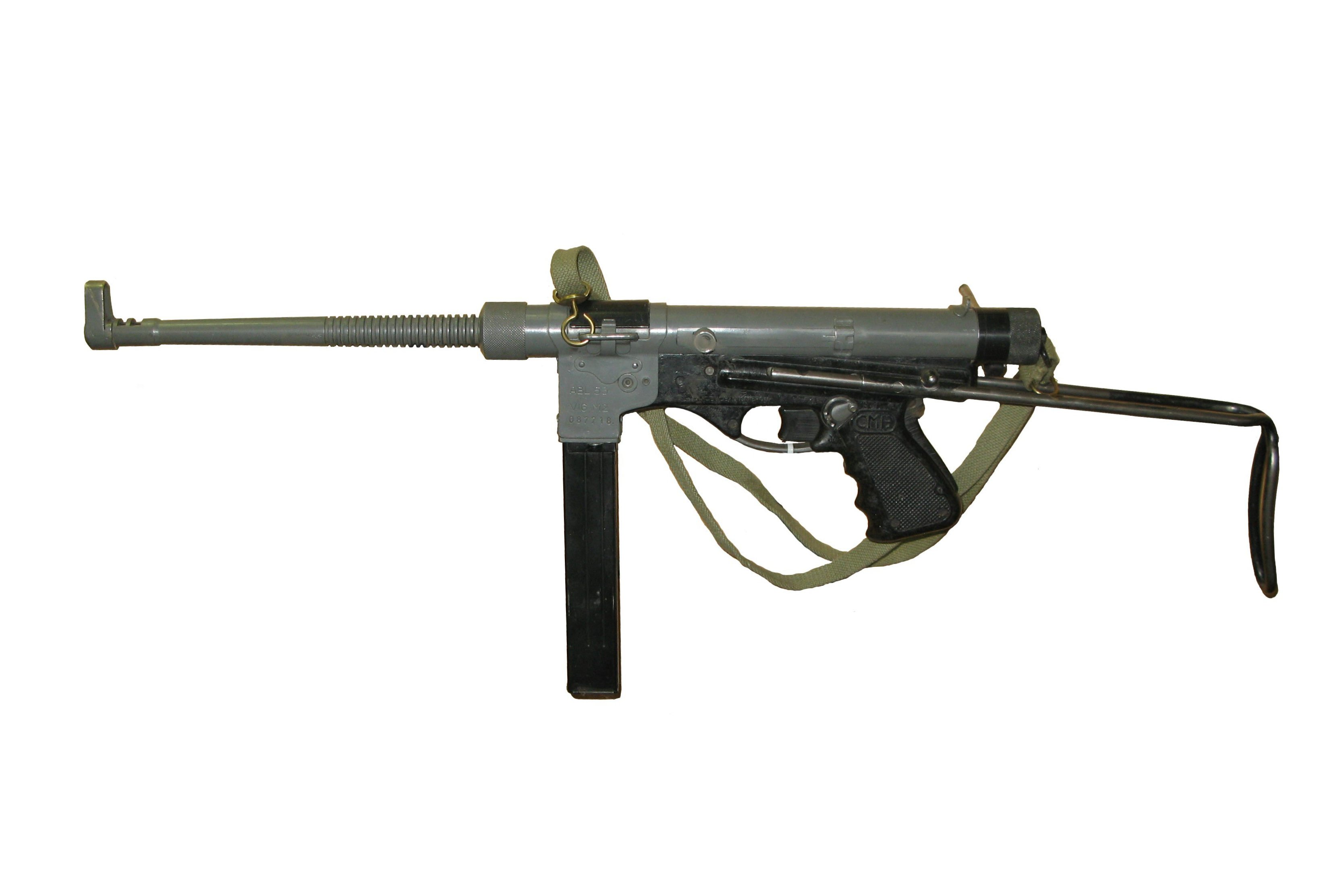
Vigneron M2

Le pistolet-mitrailleur Vigneron M2 fut règlementaire dans l’armée belge de 1953 à 1989 environ.

## L’arme
Cette mitraillette (terme militaire belge) est une arme simple et solide. Elle est entièrement fabriquée en acier avec une poignée-pistolet recouverte de bakélite. La M2 fonctionne avec une culasse non calée  et un sélecteur de tir. Elle possède une crosse rétractable. Le canon comporte 6 rayures à droite et un compensateur de recul.

## Production et diffusion
La SPRL Jean Berger & Paul Renson Réunis de Châtelet (Belgique) a conçu cette arme en 1950 en se basant sur le Maschinenpistole 40 à la suite du projet du colonel de réserve de la police militaire George Désiré Vigneron et d'un associé de présenter une nouvelle arme à l’armée belge. Après le 3e prototype proposé, le brevet final est déposé le 30 octobre 1951. 
La collaboration avec la société Jean Berger & Paul Renson s'est ensuite arrêtée et Vigneron a convaincu la société anonyme belge Précision liégeoise fondée en 1950 et travaillant avec Herstal de se lancer dans la production des Vigneron pour l'armée. Les premiers exemplaires de Vigneron M1 ont été livrés fin 1952.
Il semble que Jean Berger & Paul Renson ait collaboré avec la Société Luxembourgeoise d'Armes pour la conception d'une arme similaire, le pistolet-mitrailleur Sola (lb) conçue en 1952 et produit entre 1954 et 1957.
Au début de l'année 1953, à la demande de l'armée, les organes de visée ont été modifiés (ajout d'un protège guidon et remplacement de l’œilleton par un cran de mire par La Précision Liégeoise vers le numéro 21 000 donnant naissance au modèle VIG M2. Quasiment tous les modèles M1 ont été ensuite modifiés en M2 lors de révisions faites en arsenal.
En plus de l'armée et de plusieurs administrations de son pays d’origine, cette arme équipa l’Armée portugaise (PM M/961) et celles du Burundi, du Rwanda et de la République du Congo et ses États successeurs après la fin de l'empire colonial belge. La disparition de l’empire colonial portugais le diffusa en Angola et au Mozambique. Certains exemplaires se sont retrouvés aux mains de l'Armée républicaine irlandaise.
En 1993, l'armée belge a fait détruire ses exemplaires mais en 1997, un petit lot a été proposé sur le marché du surplus et s'est retrouvé dans les armureries.
Le PM belge a inspiré le Pleter M-91 croate utilisé durant les Guerres de Yougoslavie.

## Données numériques
- Munition : 9 × 19 mm Parabellum[5]
- Chargeur : 32 cartouches
- Cadence de tir théorique : 620 coups par minute
- Canon : 30 cm
- Longueur totale : 87 cm
- Longueur avec la crosse rentrée : 69 cm environ
- Masse de l’arme vide : 3,28 kg
- Masse de l’arme chargée : 3,68 kg
- Portée pratique : 100 m